# Comuna Kupce, Busk
Kupce (în ucraineană Купче) este o comună în raionul Busk, regiunea Liov, Ucraina, formată din satele Kupce (reședința) și Rakobovtî.

## Demografie
Componența lingvistică a comunei Kupce
     Ucraineană (99,62%)
     Alte limbi (0,38%)
Conform recensământului din 2001, majoritatea populației comunei Kupce era vorbitoare de ucraineană (99,62%), existând în minoritate și vorbitori de alte limbi.